# Boedromione
Boedromione (in greco antico: Βοηδρομιών?, Boedromiòn) era il nome del terzo mese del calendario attico nell'antica Grecia.

## Caratteristiche
Boedromione andava dalla seconda metà di settembre alla prima metà di ottobre circa. Il nome del mese era legato alle Boedromie, feste che si svolgevano ad Atene in onore di Apollo per ricordare la vittoria di Teseo sulle Amazzoni.